# 294001
294001（二十九万四千一、にじゅうきゅうまんよんせんいち）は自然数、また整数において、294000の次で294002の前の数である。 

## 性質
- 294001は25532番目の素数である。1つ前は293999、次は294013。
- (293999, 294001) は2948番目の双子素数である。1つ前は(293861, 293863)、次は(294167, 294169)。
  - 10の倍数を跨ぐ970番目の双子素数である。1つ前は(293709, 293711)、次は(294179, 294181)。(オンライン整数列大辞典の数列 A060229)
  - 100の倍数を跨ぐ92番目の双子素数である。1つ前は(291899, 291901)、次は(295199, 295201)。(オンライン整数列大辞典の数列 A158277)
  - 1000の倍数を跨ぐ8番目の双子素数である。1つ前は(272999, 273001)、次は(326999, 327001)。(オンライン整数列大辞典の数列 A158861)
- 294001は素数だが、その六つの数字のうちどの一つを他の数字に入れ替えても素数にはならない。294001はこのような性質をもつ最小の素数である。
  - 最小の弱い素数である。次は505447。(オンライン整数列大辞典の数列 A050249)
  - 6桁では他に、505447, 584141, 604171, 971767 の合わせて5つが存在する。
  - 自身も素数でないものでは200が最小である。
    - 一の位が 1, 3, 7, 9 で、自身も素数でないものでは212159が最小である。(オンライン整数列大辞典の数列 A143641)

  - n = 10 のときのn進法の最小の弱い素数である。1つ前の9進法は2789 (9進法で3738)、次の11進法は3347 (11進法で2573)。(オンライン整数列大辞典の数列 A186995)
- 各位の和が平方数になる数で素数になる3419番目の数である。1つ前は293803、次は294127。(オンライン整数列大辞典の数列 A107288)
- 10000番目の非正則素数である。
  - 104番目の非正則素数である。1つ前の103番目は22349、次の105番目は3553267。(オンライン整数列大辞典の数列 A105463)
- 2つの素数を並べてできる数で6495番目の素数である。1つ前は293989、次は294013。(オンライン整数列大辞典の数列 A105184)
29, 4001 → 294001